# Daesung
 (mai 2017).
Si vous disposez d'ouvrages ou d'articles de référence ou si vous connaissez des sites web de qualité traitant du thème abordé ici, merci de compléter l'article en donnant les références utiles à sa vérifiabilité et en les liant à la section « Notes et références ».
Kang Dae-sung (en coréen : 강대성), communément appelé Daesung, est un chanteur coréen né le 26 avril 1989 à Incheon. Il est membre du groupe de Kpop BIGBANG.
En 2012, il apparaît dans le clip de la chanson Gangnam Style de Psy avec notamment Seungri.
Avec l'achèvement de sa tournée en juillet 2014, Daesung est le seul chanteur solo coréen à avoir réussi à rassembler plus de 100 000 fans lors de ses concerts japonais, et ce, deux années consécutives.

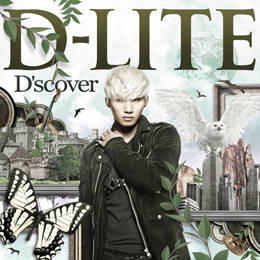

## Carrière

### 2006 / 2009: Débuts et premières activités solos.
Il a d'abord auditionné chez YG Entertainment et a été recruté comme « trainees ». Il a plus tard participé au Big Bang Documentary, qui suit les membres potentiels du futur groupe de la YG, BIGBANG, dans leur formation. Juste avant les débuts du groupe, un problème aux cordes vocales lui a été diagnostiqué. Il a été en mesure de récupérer toutes ses capacités vocales à l'aide de la chanteuse Gummy, qui avait eu le même problème avant lui.
Daesung fait ses débuts avec BIGBANG en 2006. Sa première chanson solo, Try Smiling, sort cette même année. Elle est présente sur le troisième single de BIGBANG.
En 2008, Daesung s'essaye au Trot et sort un premier single solo, Look At Me, Gwisun, composé par G-Dragon. La même année il rejoint l'équipe de l'émission Family Outing en tant que membre permanent. Par la suite, il obtient le rôle de Rum Tum Tugger dans la comédie musicale Cats.
Lors de la pause de BIGBANG début de 2009, Daesung sort son deuxième single solo, Big Hit. Il était également prévu qu'il participerait à une deuxième comédie musicale aux côtés de Seungri, Shouting, mais il a dû annuler à la dernière minute, en raison d'un accident de voiture. En effet, ses blessures au bras et au visage ont nécessité de la chirurgie ce qui le contraint a cesser toute activité pendant quelques mois. Il fait finalement son retour en octobre 2009 avec BIGBANG pour le Dream Concert.
À la fin de janvier, Daesung sort son troisième single solo, Cotton Candy. Cette fois-ci, c'est lui qui a écrit les paroles de la chanson. Pendant de la deuxième partie de 2010, il obtient un des rôles principaux dans le drama What's Up qui sera diffusé en 2011 sur la chaine MBN.
En novembre 2010, il rejoint l'équipe de l'émission Night After Night et en avril 2011, il sort un autre solo, Baby Don't Cry, présent cette fois-ci sur l'album Spécial Edition de BIGBANG. La chanson a été entendu par les fans pour la première fois lors du Big Show 2011 de BIGBANG.

### 2011: L'accident
Le 31 mai 2011 aux alentours de 1h40 du matin Daesung a été impliqué dans un grave accident de voiture. Selon les rapports de police, Daesung a percuté un motard qui était déjà couché au sol, victime d'un précédent accident survenu quelques minutes plus tôt. Le motard venait en effet de heurter un lampadaire en conduisant en état d'ébriété. Deux voitures devant celle de Daesung ont vu le corps et ont pu l'éviter mais Daesung ne l'a pas vu. Le motard est décédé. Après un mois d'investigations, Daesung a, dans un premier temps été accusé d'homicide involontaire et d'excès de vitesse.
La YG annonce fin juin 2011 que les activités de Daesung seront suspendues jusqu'en 2012 au moins. Le jeune homme ne participe donc plus à aucune activité du groupe. Il quitte le plateau de l'émission Night After Night et décide de se consacrer à son église dans laquelle il fait du volontariat.
Daesung a été très affecté par cette histoire. Il est resté enfermé dans sa chambre nuit et jour, refusant de parler à qui que ce soit. Il a même avoué ensuite qu'il comprenait « pourquoi certaines personnes célèbres en venaient au suicide ». Le chanteur s'est excusé auprès de la famille qui s'est montrée très compréhensive, et a payé tous les frais de funérailles.
Finalement le 25 août 2011 il est définitivement innocenté. L'inspecteur chargé de l'enquête annonce que les preuves ne permettent pas de définir si le motard est décédé des suites de son premier accident ou après avoir été percuté par la voiture du chanteur. Il a été cependant établi que Daesung ne conduisait pas sous l'emprise de l'alcool au moment de l'accident.

### 2012-2015: Reprise des activités et succès
À la fin de 2011, il participe tout de même au YG Family Concert et apparaît aux côtés de son groupe au MTV EMA Awards en Europe.
Daesung fera son comeback officiel quelques mois plus tard avec la sortie du nouvel album de BIGBANG intitulé Alive. Il y interprète le titre Wings en solo, une chanson plus enjoué et entraînante composée par G-Dragon dont il écrit entièrement les paroles.Il participe alors à la tournée mondiale du groupe entre concerts dans le monde entier, émissions, séances photos, et autres.
L'année 2013, il se concentre essentiellement sur le Japon. Le 27 février il sort un album solo D'cover contenant notamment le titre Singer's Ballade, la version japonaise de la chanson Wings et la chanson Dear You en featuring avec la chanteuse Gummy. L'album est un succès et se classe 2e du classement Oricon dès le lendemain de sa sortie. S'ensuit alors une tournée à travers le Japon et, à la suite d'une demande importante des fans, Daesung rajoute 20 dates à sa tournée initiale. À la fin de juillet, il sort le single I Love You qui est une reprise d'une chanson à l'origine interprétée par le chanteur japonais Ozaki Yutaka.
En juin 2014, Daesung poursuit ses activités japonaises. Il sort un premier mini-album Rainy Rainy comprenant les versions japonaises de ses précédentes chansons Try Smiling et Look At Me Gwisoon ainsi que deux titres inédits. Dès sa sortie le mini-album se classe en tête de plusieurs classements japonais en temps réels, tel qu'Itunes ou Mu-no. Ce nouvel album lance aussi le début sa deuxième tournée japonaise qui a traversé 8 villes pour 15 concerts.
Daesung dévoile son nouvel album solo D'slove le 16 juillet 2014. Comme précédemment, l'album se classe numéro 1 des classements en temps réels dès sa sortie dont le top Oricon et se vend à plus de 30 000 exemplaires en une seule journée.
Le 29 octobre 2014, Daesung sort son second mini-album japonais D-Lite qui contient notamment les versions japonaises de Look At Me Gwisoon et A Big It. L'album se classe premier de l'Oricon et des téléchargement Itunes au Japon.
En parallèle de ses activités solos au Japon, Daesung se produit également avec BIGBANG pour les concerts de la YG Family.
Face à son énorme succès japonais, Daesung a prévu une troisième tournée intitulée « Encore!! 3D Tour D-Lite D'sLove » pour début 2015. Le premier concert devrait avoir lieu à Tokyo le 31 janvier 2015.

### À partir de 2016: Service militaire et changement d'agence
Du 13 mars 2018 au 10 novembre 2020, il effectue son service militaire obligatoire en Corée du Sud.Il termine son service militaire en même temps que Taeyang.
En 2019, il s'est retrouvé mêlé à une affaire de prostitution, en effet dans un immeuble qu'il avait acheté se trouvait des établissements pour adultes. Il n'a finalement pas été poursuivi.
Fin 2022, il quitte son agence YG Entertainment après 16 ans passés, tout comme les membres de son groupe Taeyang quelques jours avant et T.O.P.

## Discographie

### Albums studio
| Titre    | Détails                                                       |
| -------- | ------------------------------------------------------------- |
| D'scover | - Date de sortie : 27 février 2013 - Label : YGEX (YG & Avex) |
| D'slove  | - Date de sortie : 16 juin 2014 - Label : YGEX (YG & Avex)    |

### Mini-albums (EP)
| Titre    | Détails                                                        |
| -------- | -------------------------------------------------------------- |
| D-Lite   | - Date de sortie : 29 octobre 2014 - Label : YGEX (YG & Avex)  |
| D-Day    | - Date de sortie : 12 avril 2017 - Label : YGEX (YG & Avex)    |
| D-Lite 2 | - Date de sortie : 20 décembre 2017 - Label : YGEX (YG & Avex) |